# Jurgenne H. Primavera
Pour les articles homonymes, voir Primavera.
Jurgenne Honculada-Primavera (née le 22 février 1947) est une scientifique du milieu marin des Philippines dont les travaux sont largement cités dans le monde.  

## Biographie
Jurgenne et sa sœur jumelle, Georgette, naissent le 22 février 1947 à Mindanao, aux Philippines,. 
Primavera obtient une licence en zoologie à l'Université des Philippines Diliman. Pendant près d'une décennie, elle enseigne la biologie et la zoologie à l'Université d'État de Mindanao. L'insurrection croissante dans cette région la pousse à occuper un poste de recherche au Département d'aquaculture du Centre de développement des pêches de l'Asie du Sud-Est dans les îles Visayas, plus sûres.  
Elle obtient sa maîtrise en zoologie à l'Université de l'Indiana et son doctorat en biologie marine à l'Université des Philippines. Elle étudie les mangroves, notamment aux Philippines, malgré de fortes pressions qui l'obligent à être escortée de gardes armés. En 2005, elle reçoit une bourse Pew en conservation marine. Elle travaille à développer les compétences avec une formation spécialisée à Panay Island et à améliorer la gouvernance des espaces.   
Avec son mari, elle élève quatre enfants dont deux travaillent dans le domaine maritime.   
Elle publie environ 130 articles scientifiques, revues, manuels, livres.  Elle est élue à la Swedish Royal Academy on Agriculture and Forestry, à la Royal Belgian Academy for Overseas Sciences et elle est conseillère scientifique de plusieurs organisations. Récemment, elle a dirigé une enquête pour évaluer les dommages subis par les mangroves lors du cyclone tropical Haiyan de 2013 et établi des préconisations pour les restaurer dans l’est de Samar-Leyte. Elle dirige deux manuels sur les pratiques de réhabilitation des mangroves.
Avant de prendre sa retraite en 2018, Primavera est scientifique émérite du département d’aquaculture du Southeast Asian Fisheries Development Center basé à Iloilo, central Philippines. Elle est aussi responsable scientifique pour la mangrove à la Société zoologique de Londres. Cette dernière s’appuie sur ses travaux pour lancer un projet environnemental de réhabilitation communautaire de la mangrove aux Philippines.

## Reconnaissance
- Bourse Pew Fellowship in Marine Conservation de 2005 à 2010[5]
- Pour ses recherches sur la conservation des écosystèmes de mangroves et de l'aquaculture durable, elle est honorée comme l'une des héroïnes de l'environnement de Time magazine en 2008[1],[7].
- Intronisation à la National Academy of Science and Technology (NAST) en 2015[8],[9].

## Livres
- (en) avec Florentino D.Apud, Manual of operations, sugpo pond culture, Iloilo, Philippines, SEAFDEC Aquaculture Department, 1976 (OCLC 4313647)
- (en) avec R. B. Sabada, M. J. H. L. Labata, J. P. Altamirano, Handbook of Mangroves in the Philippines, Panay, Iloilo, Philippines, SEAFDEC Aquaculture Department, 2004 (ISBN 971-8511-65-2, lire en ligne)
- (en) avec T. U. Bagarinao, Code of practice for sustainable use of mangrove ecosystems for aquaculture in Southeast Asia, Iloilo, Philippines, SEAFDEC Aquaculture Department, 2005 (ISBN 971-8511-76-8)
- (en) avec Resurreccion B. Sabada, Beach forest species and mangrove associates in the Philippines, Iloilo, Philippines, SEAFDEC Aquaculture Department, 2012, 154 p. (ISBN 978-971-9931-01-0)